# 2016년 7월 죽음
다음은 2016년 7월에 사망한 저명한 인물 목록이다.
- 7월 2일
  - 미국의 작가 엘리 위젤
  - 미국의 영화감독 마이클 치미노
  - 프랑스의 정치인 미셸 로카르
- 7월 3일
  - 대한민국의 군인이자 정치인 박준병
  - 대한민국의 작곡가 전오승
- 7월 4일 - 이란의 영화감독 아바스 키아로스타미
- 7월 16일 - 대한민국의 가수 손인호
- 7월 19일 - 미국의 영화감독 게리 마셜
- 7월 24일 - 미국의 가수 마니 닉슨
- 7월 31일 - 대한민국의 농학자 이춘녕